# Juan Antonio de Zunzunegui
Juan Antonio de Zunzunegui y Loredo (Portugalete, Vizcaya, 21 de diciembre de 1900 - Madrid, 31 de mayo de 1982) fue un novelista español. Autor de gran fecundidad, su obra se adscribe a un realismo tradicional. Fue miembro de la Real Academia Española  desde 1957.

## Biografía
Nació el 21 de diciembre de 1900 en Portugalete (Vizcaya). Estudió en los jesuitas de Orduña y en las Universidades de Deusto, Valladolid y Salamanca. Tuvo una gran amistad con Miguel de Unamuno quien –según el propio Zunzunegui– sería el autor que más le influyó. Por traslado de su familia a Madrid, termina en su universidad la carrera de Derecho. Doctor en Filosofía y Letras, estudió también Lengua Francesa e Italiana en Tours y Perugia.
Durante la Guerra Civil colabora con la Delegación de Prensa y Propaganda y luego en la revista Vértice como crítico teatral.
Casado con Teresa Marugán.
En 1957 ocupa el sillón "a" dejado por Pío Baroja en la Real Academia Española. Murió en Madrid, donde residía habitualmente desde su juventud, en 1982 siendo enterrado por deseo expreso en la villa de Portugalete, en el panteón de la familia de su esposa.
Para dividir su extensísima producción utilizaba el término "flota" y según el tamaño de sus libros los consideraba de "gran tonelaje" y de "pequeño tonelaje". Entre los primeros destacan: Chiripi, El Chiplichandle, ¡Ay... estos hijos! y La vida como es, "relato picaresco", según el autor, y ambientado en Madrid.
De "pequeño tonelaje" serían: Cuentos y patrañas de mi ría, Vida y paisaje de Bilbao o El hombre que iba para estatua.
Zunzunegui es el principal cronista literario de la vida y costumbres de la sociedad potugaluja y bilbaína del primer tercio del siglo XX.

## Características de su obra
Sus novelas se hallan en una línea realista cercana al naturalismo, en la que se advierte sin embargo la influencia de Pío Baroja en lo que se refiere al uso de un lenguaje escueto. Por ellas desfilan variados tipos de la sociedad bilbaína y madrileña de su época, caracterizados en general por una concepción materialista de la vida. Su visión del mundo es más bien pesimista, aunque suavizada a veces por el humor, como sucede en La úlcera, que se aparta de su realismo habitual.
Las novelas publicadas hasta 1950 se ambientan preferentemente en Bilbao y sus alrededores, mientras que a partir de esa fecha el escenario principal es Madrid.
Juan Manuel de Prada lo considera "un novelista excepcional. Superior, desde luego, a sus coetáneos Sender o Max Aub; y superior también a los narradores de la generación que le sucedió, incluyendo a Cela o Delibes.(...)En densidad humana, en intuición y brío narrativo, en alegría de contar Zunzunegui es un novelista que sólo admite paragón con Baroja."

"ha caído tras su muerte el más impío de los olvidos; pero se trata, sin duda alguna, de uno de los más grandes novelistas de la posguerra, cronista feroz de una burguesía farisaica y corrompida y también de unas clases populares abocadas fatalmente a la delincuencia y a la degradación.(...)Zunzunegui cultivó una literatura áspera y poco complaciente, de estirpe barojiana e intención social, que acabaría haciéndolo incómodo en los círculos oficiales; y su talento caudaloso (pero también su carácter difícil) le granjearon la inquina de sus contemporáneos más mediocres".Juan Manuel de Prada

## Obras
- Vida y paisaje de Bilbao (1926)
- Chiripi (1931)
- Tres en una (1935)
- El chiplichandle (1940)
- ¡Ay... estos hijos! (1943)
- El barco de la muerte (1945)
- La quiebra (1947)
- La úlcera (1949)
- Las ratas del barco (1950)
- El supremo bien (1951)
- Esta oscura desbandada (1952)
- Ramón o la vida baldía (1952)
- La vida como es (1954)
- El hijo hecho a contrata (1956)
- Una mujer sobre la tierra (1959)
- El mundo sigue (1960)
- La poetisa (IV serie de Cuentos y patrañas de mi Ría) (1961)
- El premio (1961)
- El camión justiciero
- El camino alegre (1962)
- Todo quedó en casa (1964)
- Un hombre entre dos mujeres (1966)
- La frontera delgada (1968)
- Una rica hembra (1970)

## Otros datos
En Portugalete hay un instituto que lleva su nombre, el I. E. S. Juan Antonio Zunzunegui.
En 1963 Fernando Fernán Gómez adaptó una de sus novelas con el inédito largometraje El mundo sigue.
| Predecesor: Pío Baroja y Nessi | Académico de la Real Academia Española Sillón a 1960 - 1982 | Sucesora: Elena Quiroga de Abarca |